# The Celts (dal)
A The Celts Enya ír dalszerző és énekesnő második kislemeze első, Enya című albumáról. 1992-ben jelent meg, amikor az albumot The Celts címmel újra kiadták.

## Változatok
A kislemez különböző kiadásai.
CD kislemez (Németország)
7" kislemez, kazetta (Egyesült Királyság)
1. The Celts
2. Oíche chiúin

CD maxi kislemez (Ausztrália, Németország)
1. The Celts
2. Oíche chiúin
3. 'S Fagaim mo Bhaile

CD maxi kislemez (Japán, Németország)
12" maxi kislemez (Kolumbia)
1. The Celts
2. Oíche chiúin
3. Storms in Africa (Part II)
4. Eclipse

## Helyezések
| Slágerlista (1992)                  | Legmagasabb helyezés |
| ----------------------------------- | -------------------- |
| Brit Top 75 kislemezlista           | 13                   |
| USA Billboard Hot 100               | 79                   |
| USA Billboard Adult Contemporary    | 29                   |
| USA Billboard Mainstream Rock Chart | 3                    |